# 505 غيمز
505 غيمز (بالإنجليزية: 505‎ Games)‏ هي شركة ألعاب فيديو المطورة ومدعومة في العالم الرقمي، أسست سنة 2006 في مدينة ميلان الإيطالية ، ونشرت فروعها في بريطانيا والولايات المتحدة ، وطورت أشهر الألعاب في ولاية كاليفورنيا ، ومن أشهر الألعاب، مايكل فليبس وباي داي 2 ولعبة سنبر إيليت و روكيت ليغ.

## وصلات خارجية
- الموقع الرسمي
- الموقع الرسمي
- Digital Bros